# Michał van Ballaert
Michał van Ballaert (Michaël van Ballaert, Michał od św. Augustyna OCarm, ur. 15 kwietnia 1621 w Brukseli, zm. 2 lutego 1684 tamże) – flamandzki karmelita Reformy Tureńskiej, autor pism ascetyczno-mistycznych, współtwórca, wraz z Marią Petyt, której był kierownikiem duchowym, maryjnej duchowości karmelitańskiej, nazwanej życiem marioformicznym.

## Życiorys
Michał van Ballaert urodził się w Brukseli 15 kwietnia 1621 roku, jako syn bogatych mieszczan: Jana van Ballaerta i Katarzyny Vierpondt. Miał dziesięcioro rodzeństwa. Wszystkich siedmiu braci zostało księżmi, dwie siostry zakonnicami, a trzecia tercjarką franciszkańską. Oprócz Michała, jeden z braci, Mariusz, przywdział habit karmelitański. Michał wstąpił do klasztoru w Brukseli, gdzie złożył śluby zakonne w 1640 roku i otrzymał predykat od św. Augustyna. Gdy matka odradzała mu wstąpienie do zakonu przechodzącego kryzys, odpowiedział: „Kto wie, mamo, czy ta rodzina nie zostanie przeze mnie doprowadzona do pierwotnej gorliwości?”. Scenę tę opisał w życiorysie van Ballaerta jego wychowanek o. Tymoteusz od Ofiarowania NMP (zm. 1710 rok).
Po święceniach kapłańskich w 1645 roku Michał zaangażował się wszechstronnie w życie zakonne. Pełnił rozmaite funkcje, będąc kolejno: wykładowcą filozofii i teologii w seminarium zakonnym, mistrzem nowicjatu, kilka razy definitorem (radnym) prowincji, asystentem prowincjała, przeorem klasztoru w Gandawie, Brukseli i w Mechelen (trzykrotnie), prowincjałem prowincji flandro-belgijskiej (trzykrotnie) i komisarzem generalnym.
Michał od św. Augustyna włączył się w dzieło Reformy Tureńskiej w Zakonie Karmelitów (trzewiczkowych), mającej na celu podniesienie jego karności i poziomu życia duchowego, której konstytucje zatwierdził Urban VIII w 1639, a Innocenty X w 1646 roku. Był kierownikiem duchowym cenionym przez zakonników i świeckich. Utrwalił i pogłębił dzieło reformy w swej prowincji, doprowadzając do rozkwitu życie zakonne karmelitów. Zmarł 2 lutego 1684 roku.

## Duchowość
Michał od św. Augustyna był kontynuatorem mistyki nadreńskiej, flamandzkiej i karmelitańskiej. Za najważniejszą sprawę w życiu duchowym uważał proste, bezpośrednie zjednoczenie z Trójcą Świętą. W pracach swych nie korzystał wprost z innych autorów z tej dziedziny, ale czerpał z własnego doświadczenia, lektury i rozważania Pisma Świętego oraz Ojców Kościoła. W doktrynie mistycznej wykazywał największe podobieństwo do Jana van Ruusbroeca i Henryka Herpa. Wpływ na jego duchowość wywarł też, w znaczący sposób, kontakt z tercjarką karmelitańską i mistyczką Marią od św. Teresy (Marią Petyt), której był kierownikiem duchowym.

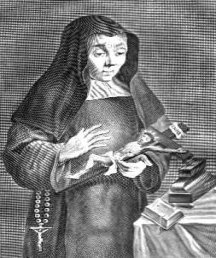
Maria od św. Teresy, współautorka duchowości marioformicznej

Najbardziej oryginalną częścią jego dorobku jest duchowość maryjna, którą określił jako życie marioformiczne (łac. vita Mariae-formis; flam. Marie-vormigh Leven). Duchowość ta polega, według niego, na tym, że dusza człowieka będąc zjednoczona w prosty, bezpośredni sposób z Bogiem na wzór Maryi, jest równocześnie złączona z Maryją, jako zjednoczoną z Bogiem. Opisał to w krótkim traktacie De vita Mariae-formi et mariana in Maria propter Mariam  (łac. O życiu kształtowanym na wzór Maryi i maryjnym w Maryi przez Maryję), wydanym jako dodatek do dzieła o zjednoczeniu z Bogiem, w języku flamandzkim w 1669 roku i w łacińskim w 1671 roku oraz ponownie opublikowanym po łacinie, jako dodatek do pracy Introductio ad vitam internam et fruitiva praxis vitae mysticae, w 1926 roku.
W traktacie tym przede wszystkim przekonywał, że wewnętrzne złączenie duszy z Maryją nie zaprzecza i nie przeszkadza bezpośredniemu, prostemu zjednoczeniu z Bogiem, ale jest jego wzbogaceniem, udoskonaleniem, szczególną łaską dla niektórych osób. Wynika ono z faktu zjednoczenia Maryi z Synem: „Jest to jeden i ten sam Duch Jezusa i Maryi, który dokonuje w duszy wszystkiego”.
Maryjność Michała van Ballaerta jest w tym różna od doktryny św. Ludwika de Montfort, z którą bywa porównywana, ponieważ mówi tylko o życiu wewnętrznym, pomija całkowicie kwestię form pobożności i nie rodzi problemów teologicznych związanych z pośrednictwem. Nie stała się też w najmniejszym stopniu tak popularna, jak ta druga, choć wykazuje też liczne podobieństwa, jak twierdzi badacz tego zagadnienia o. Jerzy Zieliński OCD: „Śmiało można więc powiedzieć, że chociaż nie mamy oczywistych dowodów na bezpośredni wpływ ojca Michała na św. Ludwika, to jednak wpływ ten jest oczywisty poprzez karmelitów, którzy znali i nauczali maryjnej doktryny ojca Michała w Rennes. [...] Możemy przypuszczać, że traktat [...] był znany św. Ludwikowi”. Do jego duchowości maryjnej w XX wieku nawiązywał bezpośrednio bł. Tytus Brandsma.
O. Michał sam zaznaczył: „Ten sposób miłowania Najświętszej Dziewicy jest sposobem doskonałym, najczystszym i najlepszym ze wszystkich. Zdaje się jednak, że doświadcza go niewielka liczba dusz. Życie bowiem maryjne w Maryi i dla Maryi i zarazem boskie w Bogu i dla Boga, zdaje się być rzeczywiście zarezerwowane i udzielane za szczególną łaską jedynie duszom, obdarzonym wyjątkową miłością dla Maryi, dzieciom umiłowanym, których Ona sobie sama wybiera”. Dlatego też badacz maryjnej duchowości karmelitańskiej, Jan od Jezusa Hostii OCD, oceniając traktat podsumował: „Wydaje się, iż to jest najwyższy punkt, do jakiego wzniosła się nauka maryjna w Karmelu; i prawdę mówiąc, nie może się już wznieść wyżej. Dotykamy tu szczytów zastrzeżonych dla dusz całkiem zagubionych w Bogu i nic dziwnego, że nauka tak wzniosła pozostała zamknięta w pustelni, gdzie się zrodziła”.

## Dzieła
Michał van Ballaert pisał i publikował dzieła w języku łacińskim i flamandzkim, większość z nich w obu językach. W takiej sytuacji, w poniższym wyborze ważniejszych prac, podany został tytuł wersji łacińskiej:
- Introductio in terram carmeli et gustatio fructuum illius seu Introductio ad vitam vere carmelitam seu mysticam et fruitiva praxis ejusdem, Bruxellis 1659 (Wprowadzenie do ziemi Karmelu, czyli wprowadzenie do życia prawdziwie karmelitańskiego czyli mistycznego i owocne praktykowanie go).
- Pia vita in Christo pro incipientibus, proficientibus et perfectis cum compendio tentationum et remediorum earundem pro eisdem, Bruxellis 1663 (Życie pobożne w Chrystusie, dla początkujących, postępujących i doskonałych).
- Instructio ad omnimodam abnegationem sui, ac omnium creatuarum, atque ad vitam Dei formem, Mechliniae 1671 (Instrukcja do zupełnego oderwania się od siebie samego i od wszelkich stworzeń oraz o życiu na wzór Boży).
- Institutionum mysticarum libri quatuor, Antuerpiae 1671 (Instrukcji mistycznych księgi cztery).
- Het Enghels Leven, Yperen 1681 (Życie Aniołów - o łączności z Aniołem Stróżem).
- Het Leven vande Weerdighe Moeder Maria a Sta Teresa, (alias) Petyt, Gent 1683-1684 (4 tomy w 2 woluminach, Życie czcigodnej matki Marii od św. Teresy Petyt).
- Introductio ad vitam internam et fruitiva praxis vitae mysticae, Rome 1926 (Wprowadzenie do życia wewnętrznego i owocne praktykowanie życia mistycznego).